# Perrysburg (Ohio)
Perrysburg es una ciudad ubicada en el condado de Wood en el estado estadounidense de Ohio. En el Censo de 2010 tenía una población de 20623 habitantes y una densidad poblacional de 691,56 personas por km².

## Geografía
Perrysburg se encuentra ubicada en las coordenadas 41°32′18″N 83°38′24″O / 41.53833, -83.64000. Según la Oficina del Censo de los Estados Unidos, Perrysburg tiene una superficie total de 29.82 km², de la cual 29.82 km² corresponden a tierra firme y (0%) 0 km² es agua.

## Demografía
Según el censo de 2010, había 20623 personas residiendo en Perrysburg. La densidad de población era de 691,56 hab./km². De los 20623 habitantes, Perrysburg estaba compuesto por el 92.95% blancos, el 1.44% eran afroamericanos, el 0.14% eran amerindios, el 3.06% eran asiáticos, el 0.04% eran isleños del Pacífico, el 0.77% eran de otras razas y el 1.6% pertenecían a dos o más razas. Del total de la población el 3.19% eran hispanos o latinos de cualquier raza.